# (5454) Kojiki
(5454) Kojiki es un asteroide perteneciente al cinturón de asteroides descubierto el 12 de marzo de 1977 por Hiroki Kosai y su compañero astrónomo Kiichirō Furukawa desde el Observatorio Kiso, Monte Ontake, Japón.

## Designación y nombre
Designado provisionalmente como 1977 EW5. Fue nombrado Kojiki en homenaje al primer libro de hechos históricos escrito en japonés. Finalizado en 712, contiene mitos, leyendas y relatos históricos de la corte imperial desde los primeros días de la creación hasta 628. Kojiki se basa en la tradición oral del chamán y se escribió en los caracteres chinos utilizados para representar la fonética japonesa. Junto con el Nihonshoki, es un importante libro de origen de la mitología, la historia y la etnología del antiguo Japón.

## Características orbitales
Kojiki está situado a una distancia media del Sol de 3,162 ua, pudiendo alejarse hasta 3,568 ua y acercarse hasta 2,756 ua. Su excentricidad es 0,128 y la inclinación orbital 5,431 grados. Emplea 2053,99 días en completar una órbita alrededor del Sol.

## Características físicas
La magnitud absoluta de Kojiki es 12,6. Tiene 16,763 km de diámetro y su albedo se estima en 0,045. 